# آية التبليغ

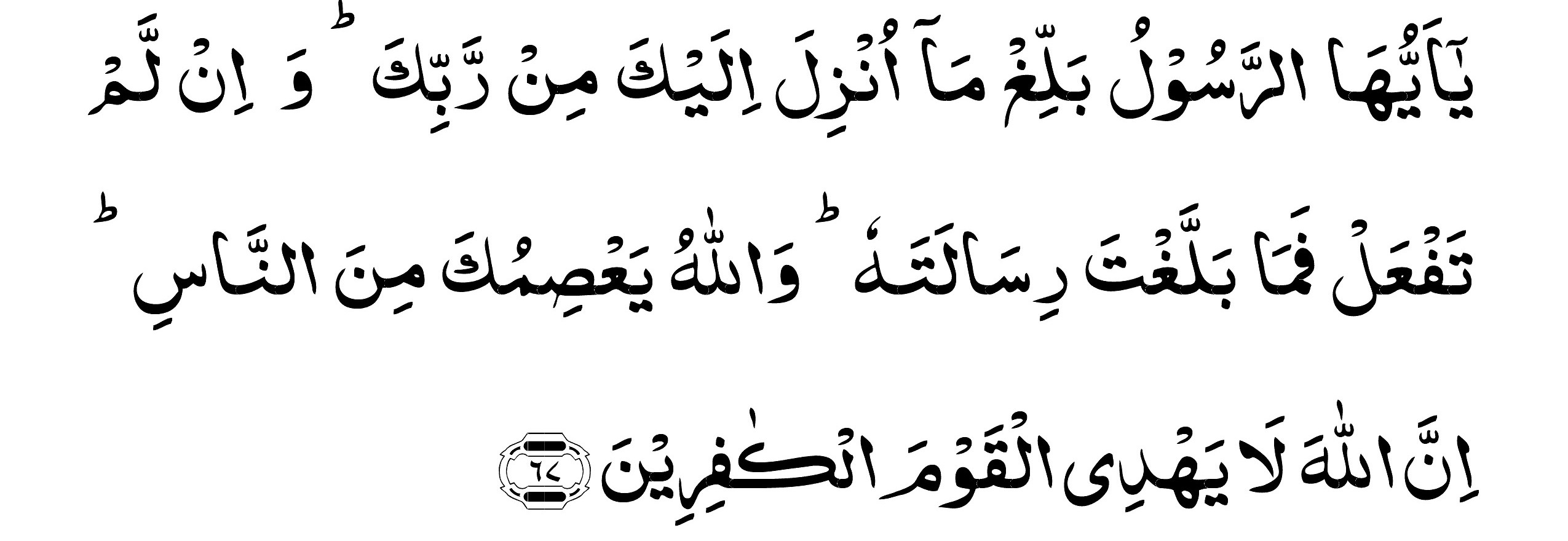
سورة المائدة [آية:67]،التفسير المُيسر: يا أيها الرسول بلغ وحي الله الذي أنزِل إليك من ربك،وإن قصرت في البلاغ فكتمت منه شيئاً،فإنك لم تُبلغ رسالة ربك،وقد بلغ الرسول -صلى الله عليه وسلم- رسالة ربه كاملة، فمن زعم أنه كتم شيئاً مما أنزل عليه، فقد أعظم على الله ورسوله الفرية. والله تعالى حافظك وناصرك على أعدائك، فليس عليك إلا البلاغ. إن الله لا يوفق للرشد من حاد عن سبيل الحق، وجحد ما جئت به من عند الله.

آية التبليغ أو آيةُ البلاغِ هي الآيةُ السابعة والستون من سورة المائدة، ﴿يَا أَيُّهَا الرَّسُولُ بَلِّغْ مَا أُنْزِلَ إِلَيْكَ مِنْ رَبِّكَ وَإِنْ لَمْ تَفْعَلْ فَمَا بَلَّغْتَ رِسَالَتَهُ وَاللَّهُ يَعْصِمُكَ مِنَ النَّاسِ إِنَّ اللَّهَ لَا يَهْدِي الْقَوْمَ الْكَافِرِينَ ۝٦٧﴾ [المائدة:67]. وهي من الآيات القرآنية المُختَلَفُ في شأنها وتفسيرها؛ لِما طُرح في سبب نزولها من روايات مختلفة. فيذكر مفسرو أهل السنة عدة أقوال في سبب نزولها، والمختار لديهم أن الله في الآية يأمر رسوله بإبلاغ جميع ما أنزله عليه وعدم كتمان بعضه، وامتثال الرسول لأمر الله، برواية السيدة عائشة: من حدثك أن محمداً كتم شيئاً مما أنزل اللّه عليه فقد كذب، ثم قرأت: {يا أيها الرسول بلغ ما أنزل إليك من ربك}؛ فالتبليغ المأمور به في الآية هو التبليغ العام، بينما يذهب مفسرو الشيعة طبقاً لما جاء في بعض روايات نزول الآية أن التبليغ المراد في الآية هو تبليغ أمر خاص وهو ولاية وخلافة علي بن أبي طالب لرسول الله والتي بلغها رسول الله أثناء عودته من حجة الوداع في منطقة غدير خم بين مكة والمدينة.

## شأن نزول الآية

### التفاسير السنية
تذكر تفاسير أهل السنة عدة أقوال في سبب نزول الآية؛ منها: أنّه روي عن رسول الله قوله: «بعثني الله برسالاته فضقت بها ذرعاً، فأوحى الله إليّ إن لم تبلغ رسالاتي عذبتك. وضمن لي العصمة فقويت».وقيل: نزلت بعد يوم أحد، بدليل قوله: {إِنَّ ٱللَّهَ لاَ يَهْدِى ٱلْقَوْمَ ٱلْكَـٰفِرِينَ } أي أنه لا يمكنهم مما يريدون إنزاله بك من الهلاك. وقيل: نزلت في شأن حراسة النبي، روى أبو جعفر الرازي عن الربيع بن أنس قال: كان النبي يحرسه أصحابه بالليل حتى نزلت هذه الآية فخرج إليهم وقال: «لا تحرسوني فإن الله قد عصمني من الناس». وقيل: بلّغ ما أُنزل إليك من الرجم والقصاص، وقيل: نزلت في أمر زينب بنت جحش ونكاحها.وقيل: في الجهاد، وذلك أن المنافقين كرهوه؛﴿وَيَقُولُ الَّذِينَ آمَنُوا لَوْلَا نُزِّلَتْ سُورَةٌ فَإِذَا أُنْزِلَتْ سُورَةٌ مُحْكَمَةٌ وَذُكِرَ فِيهَا الْقِتَالُ رَأَيْتَ الَّذِينَ فِي قُلُوبِهِمْ مَرَضٌ يَنْظُرُونَ إِلَيْكَ نَظَرَ الْمَغْشِيِّ عَلَيْهِ مِنَ الْمَوْتِ فَأَوْلَى لَهُمْ ۝٢٠﴾ [محمد:20]، وكرهه بعض المؤمنين،﴿أَلَمْ تَرَ إِلَى الَّذِينَ قِيلَ لَهُمْ كُفُّوا أَيْدِيَكُمْ وَأَقِيمُوا الصَّلَاةَ وَآتُوا الزَّكَاةَ فَلَمَّا كُتِبَ عَلَيْهِمُ الْقِتَالُ إِذَا فَرِيقٌ مِنْهُمْ يَخْشَوْنَ النَّاسَ كَخَشْيَةِ اللَّهِ أَوْ أَشَدَّ خَشْيَةً وَقَالُوا رَبَّنَا لِمَ كَتَبْتَ عَلَيْنَا الْقِتَالَ لَوْلَا أَخَّرْتَنَا إِلَى أَجَلٍ قَرِيبٍ قُلْ مَتَاعُ الدُّنْيَا قَلِيلٌ وَالْآخِرَةُ خَيْرٌ لِمَنِ اتَّقَى وَلَا تُظْلَمُونَ فَتِيلًا ۝٧٧﴾ [النساء:77]، فكان النبي يمسك في بعض الأحيان عن الحث على الجهادِ لما يعلم من كراهة بعضهم، فأنزل الله هذه الآية. وقيل: نزلت في عيب اليهود، وذلك أن النبي دعاهم إلى الإسلام، فقالوا: أسلمنا قبلك وجعلوا يستهزؤون به، فيقولون له: تريد أن نتخذك حناناً كما اتّخذت النصارى عيسى ابن مريم حناناً، فلما رأى النبي ذلك سكت عنهم فنزلت هذه الآية، حيث أمره الله أن يدعوهم ولا يمنعه عن ذلك تكذيبهم إياه، وهو قوله تعالى: «يا أهل الكتاب لستْم على شيء»، وقيل لما نزلت هذه الآية قال النبي: «لا أبالي من خذلني من اليهود ومن نصرني».وقيل: سبب نزول قوله :{وَاَللَّه يَعْصِمك مِنْ النَّاس} أن أعرابيًا أراد قتل رسول الله، فكفاه الله إياه، عَنْ مُحَمَّد بْن كَعْب الْقُرَظِيّ وَغَيْره، قَالَ: كَانَ رَسُول اللَّه إِذَا نَزَلَ مَنْزِلًا اِخْتَارَ لَهُ أَصْحَابه شَجَرَة ظَلِيلَة، فَيَقِيل تَحْتهَا، فَأَتَاهُ أَعْرَابِيّ، فَاخْتَرَطَ سَيْفه ثُمَّ قَالَ: مَنْ يَمْنَعك مِنِّي؟ قَالَ: «اللَّه». فَرَعَدَت يَد الْأَعْرَابِيّ، وَسَقَطَ السَّيْف مِنْهُ. قَالَ: وَضَرَبَ بِرَأْسِهِ الشَّجَرَة حَتَّى اِنْتَثَرَ دِمَاغه، فَأَنْزَلَ اللَّه: { وَاَللَّه يَعْصِمك مِنْ النَّاس}.
، وقيل: نزلت هذه الآية يوم غدير خم في علي بن أبي طالب.

### التفاسير الشيعية
بحسب معتقدات الشيعة نزلت الآية على النبي محمد يوم الثامن عشر من شهر ذي الحجة سنة 10 هـ عقيب حجة الوداع في غدير خم، قبل تنصيب علي بن أبي طالب علماً للناسِ ليكون خليفته من بعده، وذلك يوم الخميس. وقد ذُكر ذلك في مصادر كلٌ من أهل السنة والشيعة.

### في مصادر أهل السنة
- أخرج‌ الحافظ‌ ابن‌ عَسَاكِر الشافعي‌ّ بإسناده‌ عن‌ أبي‌ سَعيدٍ الخُدري‌ّ قال‌ نزلت‌ هذه‌ الآية‌: يَـ'´أَيـُّهَا الرَّسُولُ بَلِّغْ مآ أُنزِلَ إلیكَ مِن‌ رَّبِّكَ علی رسول‌ الله‌‌ يوم‌ غدير خمّ في‌ علی بن‌ أبي‌ طالبٍ.
- وأخرج‌ ابن‌ مردويه‌ عن‌ ابن‌ مَسْعُود، قال‌: كنّا نقرأ علی عهد رسول‌ الله‌‌: (يَا أَيـُّهَا الرَّسُولُ بَلِّغْ مآ أُنزِلَ إلیكَ مِن‌ رَّبِّكَ إنَّ عَلِيَّاً مَوْلَي‌ المُؤْمِنِينَ. وَإن‌ لَمْ تَفْعَلْ فَمَا بَلَّغْتَ رَسَالَتَهُ ووَاللَهُ يَعْصِمُكَ مِنَ النَّاسِ).[6]
- وعن جابر بن عبد الله وعبد الله بن عباس قالا: أمر الله محمداً أن ينصب علياً للناس ويخبرهم بولايته، فتخوف رسول الله أن يقولوا حابى ابن عمه وأن يطعنوا في ذلك عليه، فأوحى الله إليه: (يا أيها الرسول بلغ ما أنزل إليك من ربك). فقام رسول الله بولايته يوم غدير خم.[7]

### في مصادر الشيعة
عن أبي الجارود، عن أبي جعفر قال: لما أنزل الله على نبيه: «يا أيها الرسول بلغ ما أنزل إليك من ربك وإن لم تفعل فما بلغت رسالته والله يعصمك من الناس إن الله لا يهدي القوم الكافرين» قال: فأخذ رسول الله بيد علي فقال: يا أيها الناس إنه لم يكن نبي من الأنبياء ممن كان من قبلي إلا وقد عمر ثم دعاه فأجابه، وأوشك أن أدعى فأجيب، وأنا مسئول وأنتم مسئولون فما أنتم قائلون؟ قالوا: نشهد أنك قد بلغت ونصحت وأديت ما عليك فجزاك الله أفضل ما جزى المرسلين، فقال: اللهم اشهد. ثم قال: يا معشر المسلمين ليبلغ الشاهد الغائب أوصي من آمن بي وصدقني بولاية علي، ألا إن ولاية على ولايتي عهدا عهده إلي ربي وأمرني أن أبلغكموه، ثم قال: هل سمعتم؟ ثلاث مرات يقولها فقال قائل: قد سمعنا يا رسول الله.

## تاريخ نزول الآية
إن آية التبليغ من سورة المائدة؛ السورة المدنية التي هي آخر مانزل من القرآن.، لكن زمان نزول الآية 67 اختلف فيه تبعاً للأقوال المختلفة التي وردت في سبب نزولها، فتذكر تفاسير علماء السنة عدة أقوال، منها أنها نزلت في أوائل التبليغ العام للإسلام ، وعلى هذا تكون الآية قد جاءت في آخر سورة مدنية للتذكير بأول العهد بالدعوة في آخر العهد بها.
ومنها أنها نزلت بمكة؛ وهذا ماتقتضيه بعض الروايات التي ذكرت في سبب نزول الآية، حيث يروي ابن مردويه عن ابن عباس قال: (سُئِلَ رسول الله أي آية من السماء أنزلت أشد عليك؟ فقال: كنت بمنى أيام موسم، واجتمع مشركو العرب وأفناء الناس في الموسم، فنزل عليّ جبريل فقال: (يا أَيُّهَا الرَّسُولُ بَلِّغْ ما أُنْزِلَ إِلَيْكَ مِنْ رَبِّكَ وَإِنْ لَمْ تَفْعَلْ فَما بَلَّغْتَ رِسالَتَهُ)؛ قال رسول الله: فقمت عند العقبة فقلت: أيها الناس من ينصرني على أن أبلغ رسالات ربي ولكم الجنة؟ أيها الناس قولوا لا إله إلا الله وأنا رسول إليكم، تفلحوا وتنجحوا ولكم الجنة. قال: فما بقي رجل ولا أمة ولا صبي إلا يرمون علي بالتراب والحجارة ويقولون: كذاب صابئ فعرض علي عارض فقال: اللهم اهدِ قومي فإنهم لا يعلمون، وانصرني عليهم أن يجيبوني إلى طاعتك، فجاء العباس عمه فأنقذه منهم وطردهم عنه). كذلك ما رواه الترمذي وأبو الشيخ والحاكم وأبو نُعَيْم والبيهقي عن بضعة رجال من الصحابة «أن النبي كان يحرس في مكة قبل نزول هذه الآية، وكان العباس ممن يحرسه، فلما نزلت ترك رسول الله الحرس» وروى «أن أبا طالب كان يبعث مع رسول الله من يحرسه إذا خرج حتى نزلت (وَاللَّهُ يَعْصِمُكَ مِنَ النَّاسِ) فذهب ليبعث معه، فقال يا عم إن الله حفظني لا حاجة لى إلى من تبعث»، إلّا أن بعضهم ذهب إلى ضعف ذلك القول، وتأكيد مدنية الآية بالإجماع بدليل ما رواه مسلم في صحيحه عن أم المؤمنين عائشة بنت أبي بكر الصديق قالت: سهر رسول الله مقدمة المدينة ليلة فقال رسول الله: ليت رجلًا صالحًا من أصحابي يحرسني الليلة، قالت: فبينا نحن كذلك سمعنا خشخشة سلاح؛ فقال: من هذا؟ قال: سعد بن أبي وقاص، فقال له رسول الله: ما جاء بك؟ فقال: وقع في نفسي خوف على رسول الله فجئت أحرسه؛ فدعا له رسول الله ثم نام. وفي غير الصحيح، قالت: فبينما نحن كذلك سمعت صوت السلاح؛ فقال رسول الله: من هذا؟ فقالوا: سعد وحذيفة جئنا نحرسك؛ فنام حتى سمعت غطيطه ونزلت هذه الآية؛ فأخرج رسول الله رأسه من قبة آدم وقال: [انصرفوا أيها الناس فقد عصمني الله]. أما علماء الشيعة فقد اتفقوا جميعاً على نزولها في آواخر حياة رسول الله، في اليوم 18 من شهر ذي الحجة في منطقة غدير خم حين عودته من حجة الوداع.

## تفسير الآية
اختلف المفسرون في تفسير الآية بسبب اختلافهم في سبب نزولها

### تفسير أهل السنة للآية
{بَلّغْ مَا أُنزِلَ إِلَيْكَ} أي: أوصل جميع ما أنزل إليك، وقيل: أظهر تبليغه؛ لأن الرسول كان في أول الإسلام يخفي التبليغ خوفًا من المشركين، ثم أمره تعالى في هذه الآية بإظهاره، وأعلمه أنه يعصمه من الناس. وكان عمر بن الخطاب أول من أظهر إسلامه وقال: لا نعبد الله سرًا،{وَإِن لَّمْ تَفْعَلْ } وإن لم تبلغ جميع ما أنزل إليك (لم تظهر تبليغه) بإن امتنعت عن البلاغ كما أمرتك أو تركت بعضه (كتمته). {فَمَا بَلَّغْتَ رِسَالَتَهُ} قرأ أهل المدينة «رسالاته» بلفظ الجمع وقرأ الباقون: (رسالته) بلفظ المفرد. والمعنى كأنك لم تبلغ منها شيئاً، أي أن جرمك في ترك تبليغ البعض كجرمك في ترك تبليغ الكل وذلك لأن بعضها ليس أولى بالبلاغ من بعض، فجميع الرسالة يكمل بعضه بعضاً، كما أن من لم يؤمن ببعضها كان كمن لم يؤمن بكلها. فالله تعالى أمر نبيه بتبليغ ما أنزل إليه مجاهراً محتسباً صابراً، غير خائف، فإن أخفيتَ منه شيئاً لخوفٍ يلحقك فما بلّغتَ رسالته. {وَٱللَّهُ يَعْصِمُكَ} والله يضمن لك العصمة والحفظ من أعدائك، فلا يصلون إلى قتلك.{إِنَّ ٱللَّهَ لاَ يَهْدِي ٱلْقَوْمَ ٱلْكَـٰفِرِينَ} لا يرشدهم إلى دينه. فيكون المراد من التبليغ طبقاً لتفاسير أهل السنة هو التبليغ العام لتعاليم الدين الإسلامي، والأمر الإلهي بالتبليغ فيها كما أنه واجب على النبي كذلك واجب على أمته من بعده.

### تفسير الشيعة للآية
* «یا أَیُّهَا الرَّسُولُ»
إن الباري تعالى في الآية الشريفة يخاطب النبي بـ «یا أَیُّهَا الرَّسُولُ» وهذا يشير إلى الشأن المعنوي والمقام الإلهي لرسول الله، وقد ورد الخطاب: «یا أَیُّهَا النَّبِيُّ» عدة مرات في القرآن الکریم، إلا أن الخطاب: «یا أَیُّهَا الرَّسُولُ» لم یرد فی القرآن الكريم سوی مرتين إحداهما الآیه محل البحث، والاخری الآیه 41 من سورة المائدة. وهذا یدلّ علی أهمّیه الموضوع الذی یتضمنه هذا الخطاب الإلهی للرسول.
* «بَلّغْ»
یقول الراغب فی کتابه «مفردات القرآن» إنّ هذه الکلمه فی الواقع فیها تأکید أشدّ من کلمه «أَبْلِغْ» لأنّه بالرغم من أنّ هذه الکلمه أیضاً لم ترد إلّامرّه واحده فی القرآن الکریم «1»، إلّا أنّ کلمه «بَلّغْ» مضافاً إلی مفهوم التوکید فیها تتضمّن التکرار أیضاً، أی أنّ هذا الموضوع إلی درجه من الأهمّیه بحیث یجب إبلاغه إلی الناس دفعات وبصوره مکرره.
* «وَ إِنْ لَمْ تَفْعَلْ فَما بَلَّغْتَ رِسالَتَهُ»
إنّ هذه المهمّه إلی درجه من الأهمّیه بحیث إنّه لو لم یؤدّها للناس فکأنّه لم یؤدّ الرسالة الإلهیه بشکل عام حیث تبقی أتعاب ثلاثه وعشرین سنة من تبلیغ الرسالة ناقصه، أي أن هذا الأمر مساوق لترك تبليغ الرسالة بأكملها.
* «وَ اللَّهُ یَعْصِمُکَ مِنَ النَّاسِ...»
و بما أن هذا الأمر المُنزل والمأمور بتبليغه في غاية الأهمية، فمن الطبيعي أن يكون هناك خطر على نفس النبي أو على دين الله تعالى من جراء ردود الفعل المختلفه التی ستثیرها هذه المهمّة الرسالیة، ولکن اللَّه تعالی یعِد نبیّه بحفظه من جمیع الأخطار وردود الفعل المحتمله.
* «إِنَّ اللَّهَ لا یَهْدِی الْقَوْمَ الْکافِرِینَ»
فعلی الرغم من أنّ اللَّه تعالی یمنّ علی جمیع الناس بالهدایه إلی الحق إلّاأنّ الأشخاص الذین یصرّون العناد والإصرار علی عقائدهم الزائفه وأفکارهم الباطله لا یستحقون نعمة الهداية ولن ینالوها من اللَّه سبحانه وتعالی.

## كيفية التبليغ (واقعة الغدير)

### الغدير عند أهل السنة
- أقبلنا مع رسولِ اللهِ في حجتِه التي حجَّ فنزل في بعضِ الطريقِ فأمر الصلاةَ جامعةً فأخذ بيدِ عليٍّ فقال ألستُ أولى بالمؤمنين من أنفسِهم قالوا بلى قال ألستُ أولى بكلِّ مؤمنٍ من نفسِه قالوا بلى قال فهذا وليُّ من أنا مولاه اللَّهمَّ والِ من والاهُ اللهمَّ عادِ من عاداهُ[19] ويفسر أهل السنة "اللَّهمَّ والِ مَن والاه": أي أحِبَّ مَن أحَبَّه؛ بقرينةِ: "اللَّهمَّ عادِ مَن عاداه"، والمَوْلى يطلق أيضًا على النَّاصِرِ والمُعينِ؛ وعلى هذا فالحديثُ ليس له تَعلُّقٌ بالخِلافةِ أصلًا كما زعَمَتِ الشِّيعةُ[20]

### الغدير عند الشيعة
- أمر رسول الله الناس بأن يجتمعوا، حيث جمعت له أقتاب الإبل وارتقاها آخذاً بيد أخيه علي أمام الملأ، وطلب بنفسه البيعة من الناس لعلي، وبادر الناس لبيعته وسلّموا عليه بإمرة المؤمنين، وهنأوا النبي صلى الله عليه وآله وسلم وعليّاً، وأول من تقدم بالتهنئة والبخبخة، أبو بكر ثم عمر بن الخطاب وعثمان و…..)[21][إخفاق التحقق]
- وعن حنان بن سدير، عن أبيه عن أبي جعفر قال: لما نزل جبريل على عهد رسول الله في حجة الوداع بإعلان أمر علي بن أبي طالب «يا أيها الرسول بلغ ما أنزل إليك من ربك» إلى آخر الآية قال: فمكث النبي ثلاثا حتى أتى الجحفة فلم يأخذ بيده فرقا من الناس. فلما نزل الجحفة يوم غدير في مكان يقال له «مهيعة» فنادى: الصلاة جامعة، فاجتمع الناس فقال النبي: من أولى بكم من أنفسكم؟ فجهروا فقالوا: الله ورسوله ثم قال لهم الثانية، فقالوا: الله ورسوله، ثم قال لهم الثالثة، فقالوا: الله ورسوله. فأخذ بيد علي فقال: من كنت مولاه فعلي مولاه، اللهم وال من والاه وعاد من عاداه، وانصر من نصره، واخذل من خذله فإنه مني وأنا منه، وهو مني بمنزلة هارون من موسى إلا أنه لا نبي بعدي.[8][22]

## وصلات خارجية
- ليالي بيشاور،مناظرات وحوار، محمد الموسوي.
- تفسير آية الأمر بالتبليغ
- تفسير علمي موجز لآيات الغدير الثلاث